# Notion (Kings of Leon)
Notion è un singolo del gruppo musicale statunitense Kings of Leon, pubblicato il 29 giugno 2009 come quarto estratto dall'album in studio Only by the Night.

## Video musicale
Un video musicale è stato girato come promozione per il singolo ed è stato pubblicato il 1 giugno 2009. Il regista era Phil Griffin. Rappresenta la band mentre si esibisce in una stanza scarsamente illuminata e piena di detriti, con pareti di mattoni infuocati che implodono, adiacenti a un vicolo delimitato da un'altra barriera di mattoni che viene utilizzata dal cantante solista in un modo che suggerisce il Muro del pianto a Gerusalemme. 

## Tracce
Download digitale
1. Notion – 3:00
2. Notion (Live in Amsterdam) – 3:01

EP (Australia)
1. Notion – 3:00
2. Beneath The Surface – 2:49
3. Sex On Fire (Live From Cologne) – 3:31
4. Notion (Live in Amsterdam) – 3:01
5. The Bucket (CSS Remix) – 3:44

## Successo commerciale
Nella Billboard Canadian Hot 100 la canzone ha raggiunto la posizione numero 52. 
Nonostante la forte programmazione radiofonica su BBC Radio 1, il brano ha mancato la top 100 britannica, raggiungendo come posizione massima la 107: è stata la prima volta che un singolo del gruppo è entrato nella Official Singles Chart britannica. 
La canzone ha raggiunto come massimo la posizione 46 nelle classifiche australiane ed è anche diventata un successo radiofonico, raggiungendo il 6º posto nelle classifiche airplay nazionali.